# Akbar (Basilan)
Akbar (Bayan ng Akbar) är en kommun i Filippinerna. Kommunen ligger på ön Basilan, och tillhör provinsen Basilan. Folkmängden uppgår till 17 531 invånare år 2015.
Akbar delas in i 9 barangayer.